# L'Affaire Charles Dexter Ward
L'Affaire Charles Dexter Ward (titre original : The Case of Charles Dexter Ward) est une longue nouvelle fantastique de Howard Phillips Lovecraft, publiée en décembre 1941 dans Weird Tales (volume 35, no 9). Il s'agit d'un des plus longs textes de Lovecraft — plus de 50 000 mots — situé à la frontière entre le roman et la nouvelle. Écrit au début 1927, il reste inédit du vivant de Lovecraft, bien qu'il s'agisse sans doute de l'un de ses textes majeurs.

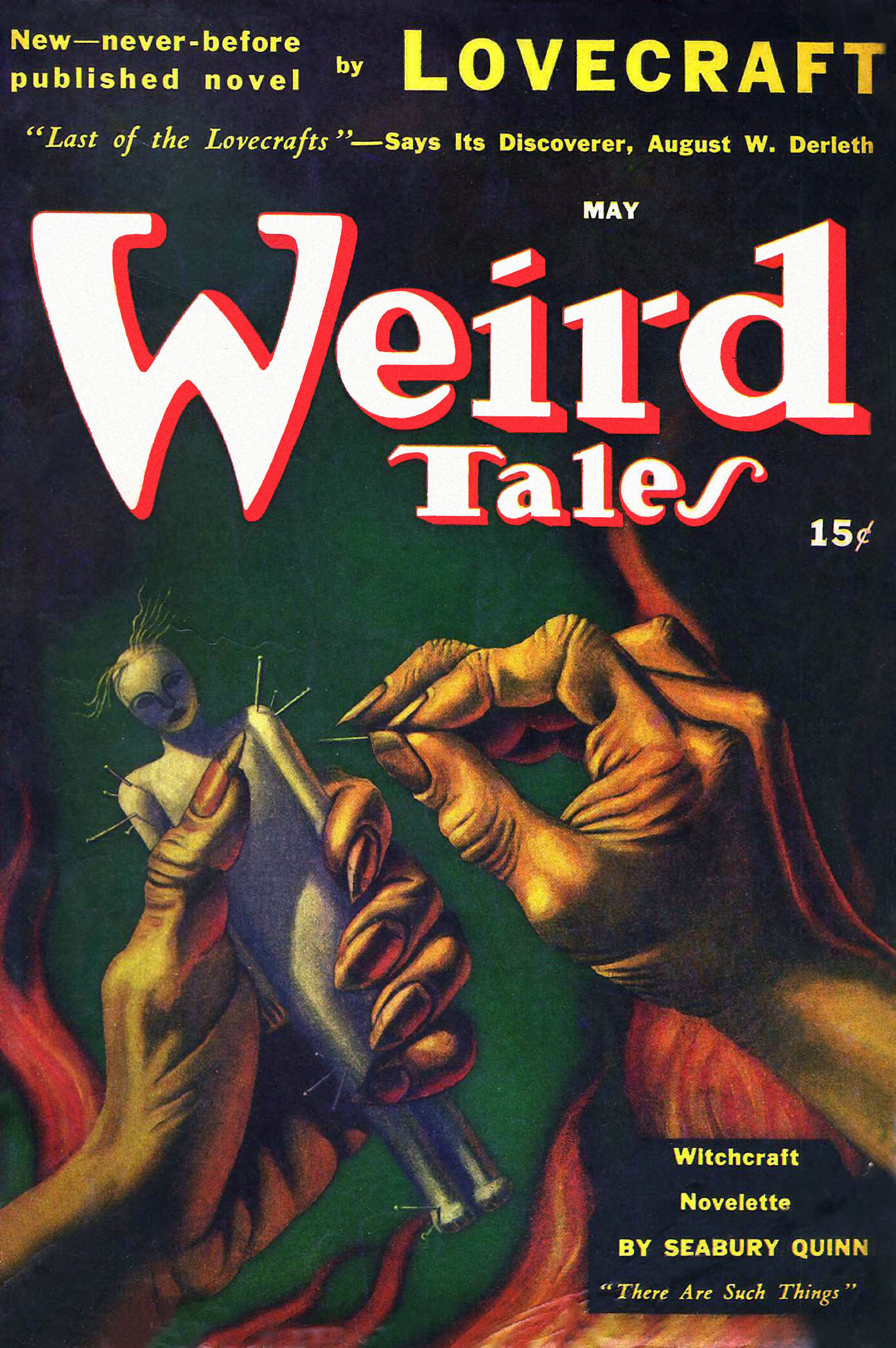
Couverture de Weird Tales (volume 35, no 9).

## Inspirations
Les analystes de Lovecraft voient plusieurs inspirations possibles pour ce roman. Dans leur encyclopédie consacrée à l'œuvre de Lovecraft, S. T. Joshi et David E. Schultz citent le roman Le Retour (The Return) de Walter de la Mare que Lovecraft avait lu en 1926 et qu'il décrit dans son essai Épouvante et Surnaturel en littérature (Supernatural Horror in Literature) comme un conte dans lequel un homme revient d'entre les morts et se nourrit du sang des vivants comme une inspiration possible aux actes de vampirisme commis dans la nouvelle.
Dans ce même essai, Lovecraft cite également La Maison aux sept pignons de Nathaniel Hawthorne comme étant « la meilleure contribution de la Nouvelle-Angleterre à la littérature de l'étrange ». Ce roman aborde le thème de la ressemblance troublante entre un homme et son descendant, modèle possiblement utilisé par Lovecraft pour ébaucher la relation entre Charles Ward et son trisaïeul Joseph Curwen.
L'intrigue est localisée à Providence même ; Joshi et Schultz notent la lecture par Lovecraft de Providence in Colonial Times, de Gertrude Selwyn Kimball en septembre 1925. Selon eux, cette source aurait permis d'augmenter le réalisme de la nouvelle en l'ancrant dans la réalité, avec des anecdotes comme celles concernant John Merrit ou le docteur Checkley.

## Résumé

### Résultat et prologue
Providence, 1928, Charles Dexter Ward, un homme de vingt-six ans interné en maison de santé vient de disparaître sans laisser de trace. Le narrateur,  Marinus Willett, médecin de la famille Ward depuis des années se remémore la progressive transformation qui vit le jeune homme enthousiaste féru d'archéologie et de généalogie devenir dément. À l'hiver 1919-1920, Charles découvrit au cours de ses recherches en généalogie qu'il avait parmi ses ancêtres un certain Joseph Curwen.

### Antécédents et abomination
Selon la croyance populaire, Joseph Curwen aurait fui Salem en 1692 lorsque les persécutions contre les sorciers et sorcières débutèrent de peur d'être lui-même accusé de sorcellerie à cause des expériences de chimie et d'alchimie qu'il pratiquait. Il s'installa à Providence comme armateur et il devint très vite une curiosité locale. Outre le fait qu'il ne semblait pas vieillir, une foule de faits bizarres contribuaient à alimenter la croyance populaire : trafic d'esclaves, hurlements venant de sa ferme, lumières étranges la nuit à ses fenêtres, cargaisons mystérieuses ramenées par ses navires et surtout, de nombreuses disparitions parmi les marins qu'il employait.
Conscient de la méfiance qu'il suscitait et désirant se fondre dans la masse, Curwen se décida à prendre une épouse parmi la bonne société de Providence. Son choix se porta sur la jeune Eliza Tillinghast qui ne pouvait refuser le mariage au vu des dettes contractées par son père à l'encontre de Curwen. Elle rompit donc ses fiançailles avec Ezra Weeden et épousa Curwen qui reprit pour un temps une vie sociale à peu près normale. Il reçut plusieurs notables à dîner, fit exécuter un portrait de lui par le célèbre peintre Cosmo Alexander et s'investit dans le mécénat à l'échelle locale.
Cependant, le jeune Ezra Weeden, furieux d'avoir perdu sa fiancée à cause de Curwen, entreprit d'espionner les faits et gestes de son ennemi. Découvrant des indices des activités de sorcellerie de son rival, il décida d'en parler à certains de ses concitoyens qui fondèrent une conjuration destinée à abattre le sorcier. Le 12 avril 1771, après avoir obtenu les preuves d'autres exactions de Curwen, les conjurés décidèrent de se lancer à l'assaut de la propriété du sorcier. Ce fut un carnage. Huit hommes trouvèrent la mort, sans compter Curwen. Le narrateur direct n'assiste pas à l'assaut, mais entend des cris, des hululements et des explosions. De plus, les rescapés de l'assaut dégagent ensuite une étrange odeur.

### Recherche et évocation
Charles Ward commence donc à enquêter sur son trisaïeul, réunissant tous les documents, lettres et objets ayant appartenu à Curwen. Il découvre dans l'ancienne maison de Curwen le fameux portrait réalisé par Alexander qu'il entreprend de faire rénover. Il découvre alors, caché dans les boiseries derrière la toile, un gros cahier contenant les notes personnelles du sorcier. Charles passe des mois à étudier les textes et les cryptages contenus dans les notes de Curwen, il fait plusieurs voyages à Salem et en Europe afin de perfectionner son art. À son retour, il entreprend en secret de retrouver les restes de Curwen et ramène ce dernier à la vie à l'aide de ses « sels essentiels ».

### Métamorphose et démence
Curwen et Charles s'installent dans un bungalow situé à l'emplacement de l'ancienne ferme de Curwen à Pawtuxet. Les deux hommes se ressemblant comme deux gouttes d'eau, Curwen utilise des postiches et se fait connaître sous le nom de docteur Allen. Bien vite, Charles commença à prendre peur et écrit au docteur Willett. Curwen se débarrasse de son encombrant descendant et assume les deux rôles de Charles et de Allen.

### Cauchemar et cataclysme
Le docteur Willett et le père de Charles tombent d'accord sur le fait qu'il faut agir vite. Ils s'infiltrent dans la maison de Pawtuxet. Là, Willett découvre un réseau de galeries souterraines. Lors de son exploration du labyrinthe, Willett invoque accidentellement un esprit ancien, ennemi de Curwen, ainsi que nombre de procédés de magie noire allant à l'encontre de la nature, et dont l'identité n'est pas clairement définie (il est cependant dit qu'il ne s'agit pas de Yog-Sothoth, comme le croyait Curwen, puisque toutes les fioles, dont celle qui contenait les « sels » de l'esprit invoqué, avaient été réétiquetées). Charles Ward (Curwen en réalité) est finalement arrêté par la police et interné en maison de santé. Willett lui rend visite et lui fait comprendre qu'il connait la vérité. Curwen tente de convoquer l'esprit à l'aide d'une incantation mais Willett parvient à la contrer à l'aide de l'incantation descendante et Curwen est réduit en cendres.

## Intertextualité
L'Affaire Charles Dexter Ward contient la première mention de Yog-Sothoth dans l'œuvre de Lovecraft, entité qui sera reprise dans de nombreuses autres œuvres de Lovecraft ou de ses continuateurs. Joseph Curwen possède aussi un exemplaire du Necronomicon qu'il dissimule en le faisant passer pour le Qanoon-e-Islam.
Le roman contient également des références à d'autres œuvres de Lovecraft : le docteur Willett remarque le signe de Koth gravé au-dessus d'une porte et se remémore ce qu'en avait dit son ami Randolph Carter,, référence à La Quête onirique de Kadath l'inconnue. Il est également fait mention de rites innommables survenus dans le petit village de pêcheurs de Kingsport dans le Massachusetts, référence à la nouvelle Le Festival.

## Publication
Lovecraft n'était pas satisfait par ce roman qu'il qualifiait de « lourdaud » et il a fait peu d'efforts pour le faire publier de son vivant. C'est à titre posthume qu'il fut publié par August Derleth et Donald Wandrei dans la revue Weird Tales.
Éditions originales en anglais
- Weird Tales, vol 35, no 9 (Mai 1941) et no 10 (Juillet 1941) ;
- The Case of Charles Dexter Ward (1971) ;
- At the Mountains of Madness and Other Novels, (1985) ;
- The Dream Cycle of H.P. Lovecraft: Dreams of Terror and Death (1995) ;
- The Thing on the Doorstep and Other Weird Stories (2001) ;
- Waking Up Screaming (2003) ;
- H.P. Lovecraft: Tales (2005) ;
- Necronomicon: The Best Weird Tales of H. P. Lovecraft (2008) ;
- H.P. Lovecraft: The Fiction (2008) ;
- The Call of Cthulhu and Other Dark Tales (2009) ;
- The Weird Writings of HP Lovecraft (2010) ;
- The Case of Charles Dexter Ward (2010) ;
- H.P. Lovecraft: The Complete Fiction (2011).

Éditions françaises
- Par-delà le mur du sommeil (1956) ;
- L'Affaire Charles Dexter Ward (1972) ;
- Lovecraft : Œuvres complètes Tome 1 (1991) ;
- H. P. Lovecraft, L'Affaire Charles Dexter Ward, J'ai Lu, 2004, 128 p.
- Intégrale Lovecraft, Tome 3 : L'affaire Charles Dexter Ward, Editions Mnémos, 2022[11].

## Adaptations

### Au cinéma
- 1963 : La Malédiction d'Arkham (Edgar Allan Poe's "The Haunted Palace"), film américain réalisé par Roger Corman, avec Vincent Price et Debra Paget. Il s'agit avant tout d'une adaptation du poème Le Palais hanté (The Haunted Palace) d'Edgar Poe, mais Corman s'inspire en fait de la nouvelle L'Affaire Charles Dexter Ward de Lovecraft. La mention Edgar Allan Poe fut conservée au générique, car à l'époque, Lovecraft était encore peu connu du grand public américain et la mention de Poe était plus vendeuse[12] ;
- 1991 : The Resurrected, film américain réalisé par Dan O'Bannon[13], d'après la nouvelle L'Affaire Charles Dexter Ward de Lovecraft, avec John Terry, Jane Sibbett et Chris Sarandon

### Jeu vidéo
- Necronomicon: The Dawning of Darkness est un jeu vidéo édité par DreamCatcher Interactive Inc. en 2000. Il s'agit d'un adaptation assez libre de la nouvelle, les noms de personnages et la fin ayant été totalement modifiés[14].
- On peut également citer le jeu Haunted Hotel: Charles Dexter Ward inspiré par cette nouvelle.
- Dark Mysteries: The Soul Keeper, développé par Big Fish Games, 2013.